# 高知県高等学校の廃校一覧
高知県高等学校の廃校一覧（こうちけんこうとうがっこうのはいこういちらん）とは、高知県の廃校となった高等学校の一覧。対象となるのは学制改革（1948年）以降に廃校となった高等学校と分校である。名称は廃校当時のもの。廃校時に属していた自治体が合併により消滅している場合は現行の自治体に含める。また現在休校中の学校は公式には存続していることとなっているが、休校中の学校は事実上廃校となっている場合が多いため、便宜上本項に記載する。

## 公立高等学校

### 高知市
- 高知県立高知農業高等学校高知市分校[注釈 1]
- 高知県立高知西高等学校（2021年高知南高と統合し高知県立高知国際高等学校開校。2023年完全統合）[1]
- 高知県立高知南高等学校（2021年高知西高と統合し高知国際高開校。2023年完全統合）[1]

### 室戸市
- 高知県立中芸高等学校羽根分校（1956年）[2]
- 高知県立室戸高等学校吉良川分校（1982年）[3]
- 高知県立室戸岬水産高等学校（1997年土佐市の高岡高宇佐分校と統合し高知県立高知海洋高等学校へ、1999年廃校）[注釈 2]

### 安芸市
- 高知県立安芸高等学校〈旧〉（1949年8月31日安芸女子高と統合し高知県立安芸高等学校〈新〉へ）[注釈 3][4]
- 高知県立安芸女子高等学校（1949年8月31日安芸高〈旧〉と統合し安芸高〈新〉へ）[4]
- 高知県立安芸桜ケ丘高等学校（2023年安芸高へ統合）[5]

### 南国市
- 高知県立高知農業高等学校南海分校[注釈 4]（1975年）

### 土佐市
- 高知県立高岡高等学校戸波分校（1973年）[7]
- 高知県立高岡高等学校宇佐分校（1997年室戸市の室戸岬水産高と統合して高知海洋高へ、1999年廃校。校地は継承）[注釈 5]

### 宿毛市
- 高知県立宿毛高等学校〈旧〉（1949年宿毛女子高と統合し高知県立宿毛高等学校〈新〉へ）[注釈 6][8]
- 高知県立宿毛女子高等学校（1949年宿毛高〈旧〉と統合し宿毛高〈新〉へ）[8]
- 高知県立宿毛高等学校小筑紫分校（2000年）[8]

### 香美市
- 高知県立鏡野高等学校（1949年高知県立山田高等学校へ統合）[9]
- 高知県立山田高等学校香南分校（1950年）[9]
- 高知県立山田高等学校平山分校（1951年）[9]
- 高知県立山田高等学校美良布分校（1972年）[9]
- 高知県立大栃高等学校（2010年山田高へ統合）[9]

### 須崎市
- 高知県立須崎工業高等学校（2019年須崎高と統合。在校生は須崎工高校地に新設された高知県立須崎総合高等学校へ転籍）[10]
- 高知県立須崎高等学校（2019年須崎工業高と統合。在校生は須崎総合高へ転籍）[10]

### 東洋町
- 高知県立室戸高等学校野根分校（1972年）[3]
- 高知県立室戸高等学校甲浦分校（1999年）[3]

### 芸西村
- 高知県立安芸高等学校芸西分校（1970年）[4]

### 土佐町
- 高知県立嶺北高等学校森分校（1971年）[11]

### 仁淀川町
- 高知県立仁淀高等学校（2011年佐川町の高知県立佐川高等学校へ統合）[12]

### 中土佐町
- 高知県立須崎高等学校久礼分校（2008年）[13]

### 佐川町
- 高知県立佐川高等学校〈旧〉（1949年8月31日高等学校再編成により一旦廃止、改めて佐川高〈新〉を設置）[注釈 7][12]

### 大月町
- 高知県立宿毛高等学校大月分校（1974年幡多農業高大月分校と共用開始し1976年譲渡、2014年閉校[8]）

## 私立高等学校

### 高知市
- 高知学園高知工業高等学校（1964年）[14]
- 高知外語学園高等学校（1977年）

### 四万十市
- 幡多公民高等学院（1955年）